# Hou Ji-fan
Hou Ji-fan (Hóu Yìfán ( 侯逸凡, Hou Ji-fan), a nemzetközi szakirodalomban Hou Yifan) (Hszinghua (Xinghua), Csiangszu (Jiāngsū), 1994. február 27. –) kínai női sakkozó, nemzetközi nagymester, női sakkvilágbajnok (2010–2012, 2013–2015 és 2016), Kína kétszeres női bajnoka, U10 ifjúsági sakkvilágbajnok, csapatban sakkolimpiai bajnok és háromszoros ezüstérmes, egyéni arany. és ezüstérmes, sakkcsapat világbajnok, Grand Prix-sorozat győztese. A legfiatalabb sakkozó, aki elnyerte a világbajnoki címet, és a legfiatalabb nő, aki megszerezte a nagymesteri címet.
Legmagasabb Élő-pontszámát tekintve Polgár Judit mögött a sakkozók örökranglistáján a második helyen áll 2686 ponttal, amelyet 2015. márciusban ért el.

## Élete és sakkpályafutása
Hároméves korában kapott egy sakk készletet apjától, néhány hét múlva szüleit már legyőzte a játékban. Ötéves korában keresett apja egy sakkmentort számára, aki a kínai sakkválogatott Tung Jüan-ming (Tong Yuanming) nemzetközi mester lett. 2003-ban megnyerte az U10 ifjúsági sakkvilágbajnokságot a lányok között. 2004-ben a fiúk között indult és a 3. helyezést érte el.
10 éves korában bekerült a Kínai Nemzeti Sakkcentrumba, ahol a fiatal tehetségeket neves nagymesterek oktatják. Itt Je Csiang-csuang és Jü Sao-teng nagymesterek lettek az edzői.
12 éves korában jutott be először a női világbajnokjelöltek kieséses rendszerű versenyére, ahol a harmadik körig jutott. A 2006-os U12 ifjúsági sakkvilágbajnokságon a lányok között a 2. helyen végzett. 2007-ben nyerte meg először Kína bajnokságát, amely sikerét a következő évben megismételte. 2007-ben szerezte meg a női nemzetközi nagymester címet. 2008-ban harmadik helyen végzett az ifjúsági sakkvilágbajnokság vegyes mezőnyében. 2009-ben harmadik lett Ázsia kontinensbajnokságán.
2010-ben Ulan Batorban megnyerte első női FIDE Grand Prix versenyét, és 16 évesen, eddigi legfiatalabbként megszerezte a női világbajnoki címet. 2011–2012-ben a Grand Prix sorozat győztese lett, és a Humpy Kuneru elleni párosmérkőzésen megvédte világbajnoki címét. 2011-ben tagja a sakkcsapat világbajnokságot nyert Kína női válogatottjának.
2012-ben elvesztette a világbajnoki címet, de a következő évben visszaszerezte azt. Megnyerte a 2013–2014-es FIDE Grand Prix sorozatot. 2014. októberben első helyezést ért el a Corsican Chess Circuit versenyen, amely eddig a legrangosabb olyan verseny volt, amelyet Polgár Juditon kívül nő nyert meg.
A 2015. márciusban rendezett 2015-ös női sakkvilágbajnokságon nem indult el, így ismét elvesztette a világbajnoki címet. A 2016. márciusban megrendezett 2016-os női sakkvilágbajnokságon mint kihívó mérkőzött a világbajnok ukrán Marija Muzicsuk ellen, és 6–3 arányú győzelmével ismét világbajnoki címet szerzett.
2015. márciusban az Élő-pontszáma 2686 volt, amely az eddigi legmagasabb pontszáma, és amellyel megelőzte a női világranglistán a több mint 25 éven át azt vezető, az aktív sakkozástól időközben visszavonult Polgár Juditot. Az abszolút világranglistán a legjobb helyezése az 55. volt, amelyet 2015. májusban ért el. A 20 év alatti lányok kategóriájában 2008. januártól vezette 20 éves kora betöltéséig, 2014-ig a világranglistát. A 20 év alattiak abszolút ranglistáján 2014. októbertől a 4. helyet foglalta el.
2012 óta a Pekingi Egyetem nemzetközi kapcsolatok szakán tanul.

## Szereplései a világbajnokságokon
12 éves korában, a 2006-os világbajnokságra kvalifikálta magát először. A verseny az előző évekhez hasonlóan a világranglista első 64 helyezettje között kieséses rendszerben zajlott, és az 56. helyen rangsorolták. Már az első fordulóban szenzációt keltő győzelmet aratott a 9. kiemelt Nagyezsda Koszinceva ellen, a másodikban Natalija Zsukovát győzte le, és csak a harmadik fordulóban esett ki, amikor a grúz Nino Kurtshidze legyőzte öt.
A 2008-as világbajnokságon már 3. kiemeltként indult, és egészen a döntőig menetelt. Az első fordulóban nyert Mona Khaled, a másodikban a mongol Batkhuyag Munguntuul, a harmadikban Elena Sedina ellen. A negyeddöntőben az örmény Lilit Mkrtchian ellen győzött, és az elődöntőben 4–2 arányban diadalmaskodott a világranglistán előtte álló indiai Humpy Kuneru ellen. Alekszandra Kosztyenyuk tudta csak megállítani a döntőben.
A 2010-es világbajnokság már meghozta neki a sikert, és 16 évesen az eddigi legfiatalabb női világbajnok lett. Az első fordulóban Carla Heredia Serrano, a másodikban Marina Romanko volt az ellenfele, a harmadik fordulóban az exvilágbajnok Csu Csen ellenében diadalmaskodott, a negyeddöntőben Katyerina Lahno ellen győzött. Az elődöntőben ismét a világranglistán még mindig előtte álló Humpy Kunero volt az ellenfele, akinek legyőzése után a döntőben honfitársa Zsuan Lu-fej ellen 5–3 arányban győzött, ezzel megszerezve a világbajnoki címet.
A 2011-es világbajnoki párosmérkőzés kiírása szerint a 2010–2011-es Grand Prix sorozat győztese hívhatta ki a világbajnoki cím védőjét. Mivel ezt a sorozatot Hou Ji-fan nyerte, ezért a Grand Prix sorozat második helyezettjét, Humpy Kunerut illette meg a kihívás joga. A párosmérkőzésre Tiranában került sor, ahol a 10 játszmásra tervezett párosmérkőzés már a 8. játszma után eldőlt, mivel Hou Ji-fan 5,5–2,5 (+3=5-0) arányban győzött az indiai Kónéru Hanpi ellen, ezzel megvédte világbajnoki címét.
A 2012-es világbajnokságon mint címvédő 1. kiemeltként indult. A világranglista első 64 kiemeltjének meghívásával zajlott verseny kieséses rendszerben folyt, és a versenysorozat győztese mondhatta magáénak a világbajnoki címet. Hou Ji-fan az első fordulóban még győzni tudott S. Ranasinghe ellen, de a másodikban kikapott a 32. helyen rangsorolt lengyel Monika Sockótól, ezzel elvesztette világbajnoki címét.
A 2013-as világbajnoki párosmérkőzésre a címvédő Anna Usenyina és a 2011–2012-es Grand Prix győztese, a korábbi világbajnok Hou Ji-fan között került sor. A kínai Tajcsouban megrendezett, 10 játszmásra tervezett párosmérkőzés már a 7. játszma után eldőlt, mivel Hou Ji-fan 5,5–1,5 (+4=3-0) arányban győzött, ezzel visszahódította az egy évvel korábban elvesztett világbajnoki címét.
A 2016-os világbajnoki párosmérkőzésre a címvédő Marija Muzicsuk és a 2013–2014-es Grand Prix sorozat győztese, a korábbi világbajnok Hou Ji-fan között került sor. Az ukrán fővárosban Lvivban megrendezett, 10 játszmásra tervezett párosmérkőzés a 9. játszma után eldőlt, mivel Hou Ji-fan 6–3 (+3=6-0) arányban győzött, ezzel ismét visszahódította az egy évvel korábban elvesztett világbajnoki címét.

## Szereplései a sakkolimpiákon
Először 12 éves korában a 2006-os sakkolimpián vett részt a kínai válogatottban, és 1. tartalékként 84,6%-os teljesítményével jelentős mértékben járult hozzá a csapat bronzérméhez. Összesen hat sakkolimpián vett részt a kínai válogatottban, csapatban egy arany-, három ezüst- és egy bronzérmet, egyéniben 1 arany-, 3 ezüst- és 3 bronzérmet nyert.
| Év   | Olimpia             | Helyszín                        | Tábla    | Élő-p. | Győzelem | Vereség | Döntetlen | %    | Telj.ért. | Helyezés egyéni       | Helyezés csapat |
| 2006 | 22. női sakkolimpia | Torino ( Olaszország)           | 1. tart. | 2298   | 10       | 1       | 2         | 84,6 | 2596      | Bronzérem · Ezüstérem | Bronzérem       |
| 2008 | 23. női sakkolimpia | Drezda ( Németország)           | 1.       | 2578   | 5        | 1       | 5         | 68,2 | 2563      | Bronzérem             | 8.              |
| 2010 | 24. női sakkolimpia | Hanti-Manszijszk ( Oroszország) | 1.       | 2578   | 5        | 0       | 6         | 72,7 | 2573      | Bronzérem             | Ezüstérem       |
| 2012 | 25. női sakkolimpia | Isztambul ( Törökország)        | 1.       | 2599   | 4        | 0       | 5         | 72,2 | 2645      | Aranyérem             | Ezüstérem       |
| 2014 | 26. női sakkolimpia | Tromsø ( Norvégia)              | 1.       | 2661   | 6        | 1       | 2         | 77,8 | 2671      | Ezüstérem             | Ezüstérem       |
| 2016 | 27. női sakkolimpia | Baku ( Azerbajdzsán)            | 1.       | 2658   | 4        | 1       | 3         | 68,8 | 2547      | Ezüstérem             | Aranyérem       |

## További csapateredményei
2007-ben, 2009-ben és 2011-ben tagja volt a sakkcsapat világbajnokságon mindhárom alkalommal aranyérmet szerző Kína válogatottjának. Ezen felül egyéniben a három versenyen összesen 1 arany, 3 ezüst és 1 bronzérmet is nyert.
A Női Bajnokcsapatok Európa Kupájában 2007-ben (13 évesen) a South Ural Chelyabinsk csapatában játszva tábláján egyéni aranyérmet szerzett. 2008-ban a Spartak Vidnoe csapatával ezüstérmet nyertek. 2010 óta a Ce de Monte Carlo színeiben 3 arany és 1 ezüstérmet szerzett, ezen felül egyéniben még 3 arany, 1 ezüst és 1 bronzérmet nyert.
Az Ázsia játékokon 2010-ben Kína válogatottjával aranyérmet nyert.

## Kiemelkedő versenyeredményei
A világbajnoki címért folyó versenyeken és mérkőzéseken kívül:
- 2005: Saint-Lô, nyílt ifjúsági sakkfesztivál (75 induló), 2. helyezés[33]
- 2005: Olimpiai válogatóverseny, 2. helyezés[34]
- 2007: Válogatóverseny az Ázsia játékokra, 2–3. helyezés[35]
- 2007: Először nyeri meg Kína felnőtt női bajnokságát, ezzel ő a legfiatalabb, aki ezt a címet elnyerte.[36]
- 2007: Kínai női zónaverseny 3.5, 1. helyezés[37]
- 2008: Nemzetközi női mesterverseny, Isztambul, 1. helyezés[38]
- 2008: Másodszor nyeri meg Kína felnőtt női bajnokságát[39]
- 2008: First Saturday nagymesterverseny, Budapest, 2. helyezés[40]
- 2009: Zürich, a legjobb női versenyző[41]
- 2010: Kuala Lumpur Open, 1. helyezés[42]
- 2011: 1. kínai női professzionális sakkverseny, Wuxi, 1. helyezés[43]
- 2012: Gibraltar Chess Festival, 1–2. helyezés[44]
- 2012: Reykyavik Open, holtversenyes 2. helyezés[45]
- 2014: Biel, szupernagymesterverseny, 3–5. helyezés[46]
- 2014: Corsican Chess Circuit, 1. helyezés (a legrangosabb verseny, amit nő nyert Polgár Juditon kívül)[9]
- 2015: Gibraltar Chess Festival, 3. helyezés[47]
- 2017: Bieli Sakkfesztivál, 1. helyezés[48]

## Díjai, kitüntetései
- 2010: Kína legjobb sportolója (a nemolimpiai versenyszámok kategóriájában)[49]

## Emlékezetes játszmái
- Hou Yifan - Emil Sutovsky, Aeroflot open 2007, Siciliana Najdorf B93, 1-0
- John Van der Wiel - Hou Yifan, Wijk aan Zee-B 2007, Siciliana Najdorf B96, 0-1
- Hou Yifan - Alisa Galliamova-Ivanchuk, Coppa Trans-Urali 2007, Siciliana Rossolimo B30, 1-0
- Hou Yifan - Nigel Short, Wijk aan Zee-B 2008, Spagnola berlinese C67, 0-1 23m
- Hou Yifan - Krishnan Sasikiran, Wijk aan Zee-B 2009, Carp-Kann B17, 1-0